# Hesselbach (Gummersbach)

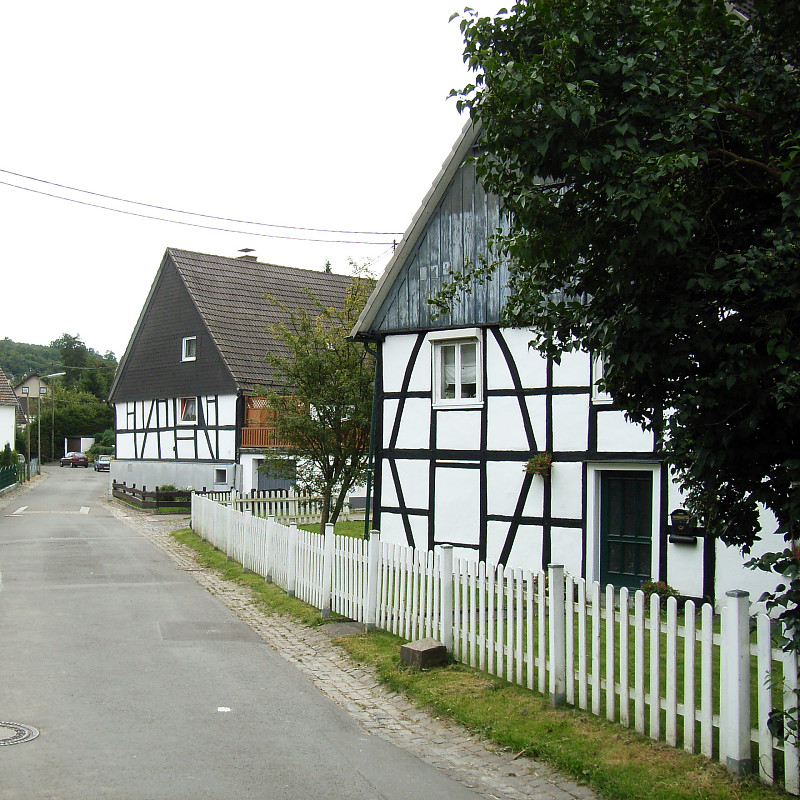
Hesselbacher Fachwerkhäuser

Hesselbach ist ein Ortsteil von Gummersbach im Oberbergischen Kreis im südlichen Nordrhein-Westfalen, Deutschland.

## Geographie
Hesselbach liegt gut drei Kilometer östlich des Stadtzentrums.

## Geschichte
1520 erfolgt die erste urkundliche Erwähnung des Ortes in einem Vertrag über eine Todschlagsühne zwischen Hermann von Heiden genannt Hungeringhausen und Grete van Heselbecke. Im Jahr 1518 erschlug Hungeringhausen dort im Streit Teves von Merrichus (Merkausen), den Sohn der von Heselbecke. Am 23. April 1520 schloss er einen Sühnevertrag mit der Mutter des Ermordeten. Zeugen waren u. a. Godemann von Mollenbeck (Müllenbach), der alte Vogt zu Gummersbach, und Heinrich vor dem Steine von Gummersbach.

## Kultur
Im Ort gibt es die beiden Sportvereine TV Dümmlinghausen-Hesselbach und FC Hesselbach.

## Verkehr
Die Haltestelle von Hesselbach wird über die Buslinien 303 (Gummersbach–Waldbröl) sowie 364 (Gummersbach–Bernberg (Rundverkehr)) angeschlossen.